# Geelbruine bandspanner
De geelbruine bandspanner (Plagodis pulveraria) is een vlinder uit de familie Geometridae (spanners). De vlinder heeft een voorvleugellengte van 17 tot 19 millimeter. De soort overwintert als pop in de strooisellaag.

## Waardplanten
De geelbruine bandspanner heeft diverse loofbomen, zoals eiken, wilgen en berken als waardplanten.

## Voorkomen in Nederland en België
De geelbruine bandspanner is in Nederland en België een zeer zeldzame soort, die naar het zuiden toe meer voorkomt. De vliegtijd is van halverwege maart tot in augustus in twee generaties.